# Нотчітаун (Оклахома)
Нотчітаун (англ. Notchietown) — переписна місцевість (CDP) в США, в окрузі Секвоя штату Оклахома. Населення — 302 особи (2020).

## Географія
Нотчітаун розташований за координатами 35°35′7″ пн. ш. 95°5′23″ зх. д. / 35.58528° пн. ш. 95.08972° зх. д. (35.585242, -95.089627).  За даними Бюро перепису населення США в 2010 році переписна місцевість мала площу 20,50 км², з яких 20,25 км² — суходіл та 0,25 км² — водойми.

## Демографія
Згідно з переписом 2010 року, у переписній місцевості мешкали 373 особи в 140 домогосподарствах у складі 113 родин. Густота населення становила 18 осіб/км².  Було 167 помешкань (8/км²).
Расовий склад населення:
| - 57,4 % — білих - 32,2 % — корінних американців |

До двох чи більше рас належало 10,5 %. Частка іспаномовних становила 1,9 % від усіх жителів.
За віковим діапазоном населення розподілялося таким чином: 24,9 % — особи молодші 18 років, 58,7 % — особи у віці 18—64 років, 16,4 % — особи у віці 65 років та старші. Медіана віку мешканця становила 40,4 року. На 100 осіб жіночої статі у переписній місцевості припадало 94,3 чоловіків;  на 100 жінок у віці від 18 років та старших — 89,2 чоловіків також старших 18 років.
Середній дохід на одне домашнє господарство  становив 41 080 доларів США (медіана — 29 167), а середній дохід на одну сім'ю — 52 562 долари (медіана — 47 868). За межею бідності перебувало 21,3 % осіб, у тому числі 45,5 % дітей у віці до 18 років та 0,0 % осіб у віці 65 років та старших.
Цивільне працевлаштоване населення становило 60 осіб. Основні галузі зайнятості: мистецтво, розваги та відпочинок — 60,0 %, будівництво — 30,0 %, виробництво — 5,0 %.